# 색다른 오후
색다른 오후는 KBS 2TV에서 2005년 5월 2일부터 2005년 7월 1일까지 방송되었던 시사교양 프로그램이다.

## 기획 의도
시청자와 함께 만들고 시청자와 함께 즐기는 시사교양 프로그램이다.

## 같이 보기
- 생방송 세상의 아침
- 무한지대 큐
- 체험 삶의 현장